# Antônia Melo
Antônia Melo da Silva (1949) é uma ativista brasileira que luta pelas causas dos direitos humanos e conservação do ambiente. Natural do Piauí e vive no Estado do Pará desde a década de 1950, quando sua mãe Eliza Sabina de Melo e seu pai Gentil Lourenço de Melo se mudaram para Altamira, no ano de 1953. É um nome de referência na atuação na Amazônia, especialmente na região do Xingu, com um trabalho de mais de 35 anos na região. 
É conhecida ativista de direitos humanos por sua atuação na cidade de Altamira, no Estado do Pará, local conhecido também por conflitos de terra e disputas agrárias e ambientais. É a mesma região onde Dorothy Stang foi assassinada em 2015.
Melo é liderança e fundadora do Movimento Xingu Vivo para Sempre , coletivo de organizações e movimentos sociais em Altamira.;
Antônia Melo se tornou um simbolo da luta contra a construção da Hidrelétrica de Belo Monte, no rio Xingu , o que lhe rendeu o Prêmio Ativismo Ambiental e de Direitos Humanos da Fundação Alexander Soros (ASF Award 2017).
A atuação de Antônia Melo na região, além da construção de Hidrelétrica de Belo Monte, enfrentou dois episódios muito marcantes na região: o assassinato Ademir Federicci, o Dema,  e o caso do "meninos emasculados" de Altamira.

## Origem e Trajetória
Na década de 1950, seus pais se deslocaram do Ceará para o Piauí, estado onde nasceu em 1949. A migração para o Estado do Pará ocorreu motivada pela fama de que existia muita terra na região.
- Em 1959, esteve em um internato de freiras, o Instituto Maria de Mattias.
- Atuou como professora na roça. Quando era professora, já era uma militante por melhores condições na localidade.
- Atua junto as Comunidades Eclesiais de Base[10] [11], com base na teologia da libertação.

- Em 1970, casou e foi morar na mesma casa onde residiu até 2015, em Altamira.[10] Antônia Melo é mãe de cinco filhos[12].
- Em 1983, concluiu o curso de Magistério[11].
- Cria o "Comitê em Defesa das Crianças e Adolescentes de Altamira" e, mais tarde, o "Movimento das Mulheres do Campo e da Cidade"[11].
- Em 1994, eleita primeira Conselheira Tutela em Altamira[11].
- Em 2004, Antônia Melo recebeu ameaça de morte por conta de seu trabalho na construção da reserva extrativista Terra do Meio[13]
- em 2015, casa de Antônia Melo foi atingida pela construção de Belo Monte[14][15]

## Prêmios e Reconhecimento
- Prêmio Fundação Alexander Soros/ ASF Award 2017 - Ativismo Ambiental e Direitos Humanos (2017). O Prêmio Fundação Alexander Soros para o Ativismo Ambiental e de Direitos Humanos, que reconhece anualmente ativistas que trabalham no âmbito do ambientalismo e dos direitos humanos, é escolhido por um comitê de nomeação composto pelo co-fundador da Global Witness, Patrick Alley; a Presidente da organização Human Rights Firts, Elisa Massimino; o estudioso dos direitos humanos [Neier|Aryeh Neier]; o Diretor-Executivo da Human Rights Watch Kenneth Roth e o advogado William Zabel. Antônia é a sexta pessoa a receber a premiação[1].
- Prêmio João Cauto (2013), O Prêmio João Canuto nasceu em 2004, é o reconhecimento do trabalho desenvolvido por pessoas ou instituições em prol dos Direitos Humanos.